# Парис фон Лодрон
Парис фон Лодрон (на немски: Paris Graf von Lodron/Paride di Lodron Fürst-Erzbischof von Salzburg; * 13 февруари 1586, замък Ноарна, Ногаредо, Италия; † 15 декември 1653, Залцбург) е граф от италианския род Лодрон от Тирол, католически княз-архиепископ на Залцбург (1619 – 1653) по време на Тридесетгодишната война, но той успява чрез добра политика да запази мира в Залцбург.

## Живот
Син е на граф Никола фон Лодрон (1549 – 1621) и съпругата му Доротея фон Велшперг (1559 – 1615), дъщеря на фрайхер Кристоф IV Зигмунд фон Велшперг-Лангенщайн-Примьор (1528 – 1580) и фрайин Ева Доротея Луция фон Фирмиан († 1585). Баща му се жени втори път за фрайин Йохана фон Волкенщайн-Роденег. Брат е на граф Кристофоро ди Лодрон (1588 – 1660), който става роднина на княжеската фамилия Лихтенщайн.
На 11 години Парис започва да следва теология в Тренто, по-късно също и в Болоня. Следването си той завършва през 1604 г. при йезуитите в Инголщат. Парис става пробст в „Мария заал“ (1611 – 1616) и през март 1614 г. е ръкоположен за свещеник. След това става катедрален пробст и президент на архиепископската дворцова камера Залцбург. На 33 години е избран на 13 ноември 1619 г. за архиепископ на Залцбург. Помазан е на епископ на 23 май 1620 г.
През 1622 г. той основава Университет Залцбург, който днес носи неговото име. Въпреки войната той завършва и окрасява катедралата в Залцбург. Откриването на катедралата е на 25 септември 1628 г. с осемдневно барок-празненство. Той основава манастири и строи стени на Залцбург и в страната.
Архиепископ Парис фон Лодрон умира 1653 г. на 67 години и е погребан в криптата на катедралата на Залцбург. Той е единственият залцбургски княз, който е приет от Лудвиг I Баварски във „Валхалата“ при Регенсбург. В негова чест градът Залцбург нарича една улица „Парис-Лодрон-Щрасе“.